# سام هورنيش الابن
سام هورنيش الابن (بالإنجليزية: Sam Hornish, Jr.)‏ مواليد 2 يوليو 1979 في أوهايو، الولايات المتحدة، هو سائق فورملا 1 هندي.

## سباقات شارك فيها
- سلسلة إندي كار
- إنديانابوليس 500

## وصلات خارجية
- سام هورنيش الابن على موقع Racing-Reference.info (الإنجليزية)
- سام هورنيش الابن على موقع DriverDB.com (الإنجليزية)

- الموقع%20الرسمي